# C/2014 Q3 (Борисова)
C/2014 Q3 (Борисова) — периодическая комета, обнаруженная астрономом-любителем Геннадием Борисовым с видимой звёздной величиной равной 17. Открытие состоялось 22 августа 2014 года с использованием 0,3-метрового астрографа собственной конструкции. Это третья комета, открытая Г. В. Борисовым. Комету лучше всего наблюдать с территории северного полушария.
Ожидалось, что комета достигнет звёздной величины ~ 11 около перигелия, но было зафиксировано значение почти 10. К 8 ноября 2014 года комета имела склонение +83 и была незаходящей в северном полушарии. Комета прошла перигелий 19 ноября 2014 года на расстоянии 1,65 а.е. от Солнца.
Перед входом в планетарный регион (эпоха 1950) C / 2014 Q3 имела орбитальный период 148 лет. После выхода из планетарного региона (эпоха 2050), её орбитальный период составляет 146 лет.